# 말라프로피즘
발음은 같거나 비슷하나 뜻이 다른 말을 일부러 오용하여 말장난하는 것을 말라프로피즘(malapropism)이라고 한다. 말라프로피즘은 다른 의미를 갖는 비슷한 음의 단어를 대용하는 부정확한 단어의 사용을 말하는데 이는 보통 희극적 효과를 가져온다. 아일랜드 태생의 극작가이자 정치가인 리처드 브린슬리 셰리던의 희극 《연적》의 등장인물 Mrs. Malaprop는 말의 오용과 혼용으로 유명하다. Malaprop식의 말씨라고 해서 malapropism이란 조어가 생겼다.

## 어원
형용사 inappropriate(부적당한)나 부사 inappropriately(부적당하게)를 의미하는 malapropos는 프랑스어 관용구 mal a propos(글자 그대로의 의미로는 "취지에 어울리지 않는")에서 온 말로 1660년경에 영어로 사용된 것 같다. 그러나 말라프로피즘이란 용어의 기원은 셰리던의 1775년 극 《연적》과 특히 등장인물 Mrs. Malaprop에 대한 세상의 반향에서 비롯된 것이라고 보는 것이 일반적이다. 셰리던은 등장인물 Mrs. Malaprop가 종종 말을 잘못하여 결과적으로 커다란 희극적 효과를 가져왔기 때문에 장난기로 “malapropos”란 단어에 착안하여 Mrs. Malaprop라고 이름을 붙인 게 아닌가 추측된다.

## 같이 보기
- 부시즘
- 몬더그린
- 트레일러 파크 보이스